# Drapeau du Flevoland
Le drapeau de la province du Flevoland est un drapeau est un tiercé en fasce de bleu, de jaune et de vert. Il rappelle comment la nouvelle province a été conquise sur l'IJsselmeer. La bande centrale jaune, ondulée puis droite, montre l'évolution du territoire, de marin en terrestre. Sa couleur rappelle le colza, planté pour stabiliser la terre. Le bleu représente l'eau et le vert la terre.
La fleur de lys blanche (Lily) est un jeu de mots avec le nom de Cornelis Lely, l'ingénieur et politicien qui conçut le plan pour drainer et assécher les polders du Zuiderzee. Le drapeau de Lelystad, la capitale de la province, porte également la même fleur.

Drapeau de Lelystad.

## Sources
- (en) Cet article est partiellement ou en totalité issu de l’article de Wikipédia en anglais intitulé « Flag of Flevoland » (voir la liste des auteurs).
- (nl) « Blauw, geel, groen », sur Flevoland.nl (consulté le 2 janvier 2014)
- (en) « Flevoland Province (The Netherlands) », sur Flags of the world (consulté le 2 janvier 2014)